# Clarissa (novel·la)
Clarissa és una novel·la inacabada de Stefan Zweig escrita entre els anys 1910 i 1941 i publicada pòstumament l'any 1976. Ha estat traduïda al català per Joan Fontcuberta en una edició de Quaderns Crema.

## Argument
La novel·la, d'unes dues-centes pàgines, relata la vida d'una dona intel·ligent i treballadora, filla d'un militar austríac des que és petita (1902) fins a passada la Primera Guerra Mundial. A Lucerna, coneix en Léonard, un jove socialista francès, de qui s'enamora. En esclatar la guerra, Clarissa decideix criar al fill que porta al ventre a la seva Àustria natal, el fill de l'enemic.

## Estructura
La novel·la està estructurada en els següents capítols:
1. 1902-1912
2. Estiu del 1912
3. 1912-1914
4. Juny del 1914
5. Juliol del 1914
6. Setembre, octubre i novembre del 1914
7. Novembre i desembre del 1914
8. Desembre del 1914
9. 1915-1918
10. 1919
11. 1919-1921
12. 1921-1930

## Adaptació televisiva
- Clarissa, telefilm de Jacques Deray, emès l'any 1998.[4]